# Jim szerint a világ
A Jim szerint a világ egy amerikai szituációs komédia, főszereplői Jim Belushi és Courtney Thorne-Smith. A sorozat egy kertvárosi család mindennapjait mutatja be. Eredetileg 2001 és 2009 között sugározták az amerikai ABC csatornán.

## Szinopszis
Jim egy vicces, szerethető kertvárosi családapa. Rajongója a blues zenének, a Chicago Bears, Cubs, Bulls és Blackhawks sportcsapatoknak. Feleségével, Cheryllel 5 gyermekük van: Ruby, Gracie, Kyle, később Jonathan és Gordon. A sorozat alatt egyszer sem említették a családnevét, de az egyik részben kitudódik a középső neve, Orenthal (utalva ezzel O.J. Simpsonra, akinek a neve kezdőbetűi az Orenthal Jamest takarják).
Jim gyakran találja magát zavaros helyzetekben, mert lustasága miatt hajlik rá, hogy alternatív megoldásokat keressen, hogy a dolgokat kevesebb erőfeszítéssel elvégezhesse. Míg Cheryl öccse, Andy talán Jim legjobb barátja, testvére, Dana gyakran összefog Cheryllel Jim ellen.

## Történet
A műsort először az ABC nagy sikerű komédiája, az Életem értelmei után vetítették. Hamarosan növekedni kezdett saját nézői tábora is. A második évadra áthelyezték az ABC keddi műsorsávjába. Hétről hétre nőtt a nézők száma, és lassan az ABC legnézettebb sitcomjává vált.
2007. május 15-én bejelentették, hogy a sorozatnak nem készül újabb évada. De 2007. június 27-én folytatódott a sorozat a hetedik évaddal, benne 18 új epizóddal.
2008. január 1-jén a sorozat visszatért az ABC műsorkínálatába két új epizóddal. Az írói sztrájk ellenére az ABC bejelentette, hogy elkészül a megrendelt 18 epizód.
2008. május 13-án elkezdődött az utolsó, nyolcadik évad. Kimberly Williams-Paisley távozott a sorozatból, csak egy vendégszereplést vállalt a show utolsó epizódjában.
2008 decemberében Larry Joe Campbell bejelentette, hogy a show készletei kimerültek, jelezve, hogy a sorozat megszakadt, de az utolsó epizód rögzítésre került. A nyolcadik évad első hat epizódja után, melyeket decemberben sugároztak, a Jim szerint a világ 2009. április 14-én tért vissza a műsorkínálatba az utolsó 12 résszel. A sorozat záró epizódját az ABC csatornán vetítették 2009. június 2-án.

## Szereplők
| Karakter             | Színész                   | Magyar hang    | Szereplés                   |
| -------------------- | ------------------------- | -------------- | --------------------------- |
| James 'Jim' Orenthal | James Belushi             | Koroknay Géza  | 1-8. évad                   |
| Cheryl Mabel         | Courtney Thorne-Smith     | Orosz Anna     | 1-8. évad                   |
| Dana Gibson          | Kimberly Williams-Paisley | Németh Borbála | 1-7. évad (vendég: 8. évad) |
| Andrew 'Andy'        | Larry Joe Campbell        | Besenczi Árpád | 1-8. évad                   |
| Ruby                 | Taylor Atelian            | Talmács Márta  | 1-8. évad                   |
| Gracie               | Billi Bruno               | –              | 1-8. évad                   |
| Kyle                 | Conner Rayburn            | –              | 4-8. évad                   |

Mellékszereplők
- Mitch Rouse – Ryan Gibson (4–6. évad, vendégszereplő a 8. évadban)
- Mo Collins – Emily (7–8. évad)
- Jackie Debatin – Mandy (8. évad)

## Adásba került
- USA: According to Jim (TBS)
- Albánia: Jeta sipas Xhimit (TV Klan)
- Arábia: على مقاييس جيم (MBC 4, Fox Series)
- Ausztrália: According to Jim (7mate, FOX8)
- Ausztria: Jim hat immer Recht! (ORF1)
- Belgium: According to Jim (VT4)
- Brazília: O Jim é Assim (SBT által szinkronizálva portugálul, Sony Entertainment Television feliratosan)
- Bulgária: Питайте Джим (Kérdezd meg Jimet) (GTV/bTV Comedy)
- Kanada: According to Jim (CTV, CMT, OMNI 1, Citytv)
- Horvátország: Svijet prema Jimu (Croatian Radiotelevision, Nova TV)[1]
- Dánia: According to Jim (TV3+)
- Egyiptom: According to Jim (Channel Two)
- Észtország: Jimi maailm (Fox Life)
- Finnország: Perheen kalleudet (MTV3)
- Németország: Immer wieder Jim (RTL II, Super RTL)
- Magyarország: Jim szerint a világ (RTL, RTL Kettő, Comedy Central, Story 4, Viasat 3, Galaxy, Viasat 6)
- India: According to Jim (STAR World)
- Izrael: החיים לפי ג'ים (HOT family/yes stars Base)
- Olaszország: La vita secondo Jim (Fox TV, Italia 1)
- Lettország: Džima dēļ (Latvijas Neatkarīgā Televīzija, TV6 Latvia)
- Libanon: According to Jim (Future TV)
- Makaó: According to Jim (STAR World)
- Észak-Macedónia: Како ќе каже Џим (A1, Fox Life)
- Malajzia: According to Jim (NTV7)
- Maldív-szigetek: According to Jim (STAR World)
- Montenegró: Prema Jimu (RTV Atlas)
- Hollandia: According to Jim (SBS6, Veronica)
- Új-Zéland: According to Jim (TV2)
- Norvégia: According to Jim (TV3 (Norvégia))
- Pakisztán: According to Jim (STAR World)
- Lengyelország: Jim wie lepiej (Jim tudja jobban) (Comedy Central Polska, TV Puls)
- Portugália: O mundo de Jim (Fox Life)
- Románia: Vorba lu' Jim (TVR 1)
- Oroszország: Как сказал Джим (FoxLife)(STS (TV channel))
- Szerbia: Život po Džimu (Fox Life, Radio Television of Serbia)
- Szlovákia: Bláznivý Jimmov život (Markíza)
- Szlovénia: Jimova družina (Kanal A)
- Dél-Korea: According to Jim (Fox Life)
- Svájc: La vita secondo Jim (TSI1/RSI La 1)
- Törökország: According to Jim (CNBC-e, ComedyMax)
- Spanyolország: El mundo según Jim (La Sexta)
- Svédország: According to Jim, Jims Värld (Jim világa) (Comedy Central, TV3, TV6)
- Ukrajna: Як сказав Джим (FoxLife)(Novyi Kanal)
- Egyesült Királyság: According to Jim (Channel 4)

## Fordítás
- Ez a szócikk részben vagy egészben  az   According to Jim című angol Wikipédia-szócikk fordításán alapul.  Az eredeti cikk szerkesztőit annak laptörténete sorolja fel. Ez a jelzés csupán a megfogalmazás eredetét és a szerzői jogokat jelzi, nem szolgál a cikkben szereplő információk forrásmegjelöléseként.